# Mohammed Szahíl
Mohammed Szahíl (arabul: عبد الفتاح رحياتي); 1963. október 11. –) marokkói válogatott labdarúgó.

## Pályafutása

### Klubcsapatban
1982 és 1985 között a Vidad Casablancában futballozott. 1985 és 1986 között a Kawkab Marrakech játékosa volt majd azt követően visszatért a Vidad csapatához. 1987-ben Franciaországba szerződött a Louhans-Cuiseaux együtteséhez, ahol egy szezont töltött. 1988 és 1989 között ismét a Vidad Casablanca labdarúgója volt. 1989 és 1990 között a városi rivális Raja Casablancát erősítette. 1990-től 1993-ig a Tihad SC Casablanca volt a csapata. 1993-tól 1998-ig Portugáliában játszott a Quarteirensében. 

### A válogatottban
A marokkói válogatott. tagjaként részt vett az 1986-os afrikai nemzetek kupáján és az 1986-os világbajnokságon, de nem lépett pályára egyetlen mérkőzésén sem.